# عيسى بن منصور
عيسى بن منصور الرافقيّ، هو والي مصر العباسي مرتين، تولى ولاية مصر أول مرة سنة 216هـ، والمرة الثانية في 229–233هـ.

## ولايته الأولى على مصر
عرَّفه المؤرخ المصري ابن تغري بأنه "عيسى بن منصور بن موسى بن عيسى الرافقي مولى بني نصر بن معاوية من قبيلة قيس عيلان. كان له دور في قمع تمرد أهل الحوف في مصر أثناء حكم عبدويه بن جبلة. بعد عزل عبدويه في العام التالي، ولى عيسى إمرة مصر من قبل أبي إسحاق المعتصم بالله، في مستهل سنة 216 هـ. عَلَى صلاتها فجعل عَلَى شُرَطه أَبَا مُغيث مُوسَى بْن إبراهيم بْن عَمِّه، حدث تمرد فِي جمادى الأولى سنة 216 هـ، وأخرج الناس العُمَّال، حيث اتحد العرب المحليون والأقباط.
استعد عيسى لقتال المتمردين، لكنه سرعان ما أدرك أن قواته كانت ضعيفة للغاية واضطر إلى التراجع عنها بدلاً من ذلك. سرعان ما جاءت المساعدة عندما سار الأفشين شرقًا من برقة، ووصل إلى الفسطاط في 15 جمادى الآخرة. بعد انتظار هدوء الفيضانات الموسمية لنهر النيل، انطلق الأفشين وعيسى، واشتبكوا مع قوات زعيم المتمردين ابن عبيدس الفهري وهزمهم. ثم شرع الأفشين في شق طريقه عبر دلتا النيل، ودخل الإسكندرية في شوال، بينما عاد عيسى من جانبه إلى الفسطاط، ثم خرج مرة أخرى وحقق انتصارًا على الثوار.
قرر الخليفة المأمون الذهاب شخصيًا إلى مصر، فوصلها في 10 محرم 217 هـ، ولما وصل هناك ووبخ عيسى، وحمله مسؤولية اندلاع التمرد، وقال: «لم يكن هذا الحدَث العظيم إلَّا عَنْ فِعلك وفِعل عُمَّالك، حمَّلتم الناس ما لا يُطيقون، وكتمتوني الخَبر حتى تفاقم الأمر، واضطربت البلد». وعزل عيسى، وهزم المأمون والأفشين بقية المتمردين وأعدم ابن عبيدوس.

## ولايته الثانية على مصر
ولى عيسى مرة أخرى مصر من قبل القائد أشناس التركي؛ عَلَى صلاتها، دخلها يوم الجمعة 7 محرم سنة 229 هـ، فجعل عَلَى شرَطه ابنه، وتوفى أشناس سنة 230 هـ، وخلفه إيتاخ الخزري، فأقرَّه عليها، وسجن عيسى بْن منصور علي بن يحيى الأرمني وضيَّق عَلَيْهِ، ثمَّ أطلقه، فولِيَها عيسى إلى وفاة الواثق.
عند تولي الخليفة المتوكل، أخذ عيسى له البيعة في مصر، في يوم الجمعة 12 محرم 233 هـ. حتى عزله المتوكل، وخلفه هرثمة بن النضر. مات عيسى بْن منصور فِي قُبَّة الهواء بعد عزله 11 ربيع الأول سنة 233 هـ.